# أبو علي الثقفي
أبو علي الثقفي: هو أبو علي محمد بن عبد الوهاب بن عبد الرحمن بن عبد الوهاب بن عبد الأحد بن أبي كعب محمد بن الحجاج بن يوسف بن الحكم بن أبي عقيل بن مسعود بن عامر بن معتب بن مالك بن كعب بن عمرو بن سعد بن عوف بن ثقيف بن منبه بن بكر بن هوازن بن منصور بن عكرمة بن خصفة بن قيس عيلان بن مضر بن نزار بن معد بن عدنان الثقفي النيسابوري الشافعي الواعظ. من ذرية الحجاج بن يوسف الثقفي.

## مولده
ولد في قُهُستان -من أعمال خراسان- في سنة 244 هـ. حيث كان أبوه أمير قُهُستان.

## طلبه للعلم وشيوخه
بدأ الثقفي بسلوك سبيل التصوف والزهد. ولم يشرع في طلب العلم إلا حين كبر سنه. تفقه على المذهب الشافعي حتى صار من أفقه أهل خراسان في زمانه، وصار إماماً في أكثر الفروع. ثم توقف عن طلب العلم وتدريسه، وعاد إلى سلوك سبيل التصوف والزهد، وأظهر التصوف في نيسابور.
من شيوخه:
- محمد بن عبد الوهاب الفراء.
- أبو بكر بن خزيمة.
- أحمد بن ملاعب الحافظ.
- موسى بن نصر الرازي.
- محمد بن الجهم السمري.

## من تلامذته
أبو بكر الصبغي، وأبو علي النيسابوري، وأبو الوليد حسان بن محمد الفقيه، وأبو الحسين محمد بن محمد الحجاجي.

## محنته
اتبع الثقفي عقيدة الكلابية وخالف الإمام ابن خزيمة في بعض مسائل المعتقد. فقام عليه ابن خزيمة، وامتثل أمير نيسابور لأمر ابن خزيمة. فأُلزم الثقفي البيت، ولم يخرج منه إلى أن مات. توفي في شهر جمادى الأولى سنة 328 هـ. وشهدت جنازته جموع غفيرة.